# Savignia saitoi
Savignia saitoi là một loài nhện trong họ Linyphiidae.
Loài này thuộc chi Savignia. Savignia saitoi được Kirill Yuryevich Eskov miêu tả năm 1988.